# Fedcupový tým Československa
Fedcupový tým Československa reprezentoval Československou socialistickou republiku, respektive v letech 1990–1992 Českou a Slovenskou Federativní Republiku, ve Fed Cupu od vzniku soutěže v roce 1963, až do rozpadu státního útvaru na konci roku 1992. Řídící autoritou družstva byl Československý tenisový svaz. Tým získal celkem pět titulů.
Od roku 1994 hrají soutěž dvě samostatné billiejeankingcupové reprezentace České republiky a Slovenska.

## Historie
Československo se soutěže účastnilo od prvního ročníku v roce 1963. Martina Navrátilová dopomohla týmu k titulu v roce 1975. Roku 1981 přijala americké občanství a v roce 1986 odehrála za Spojené státy finále proti rodné zemi na pražské Štvanici, v němž Američanky zvítězily 3:0.
V roce 1993 hrálo společné družstvo pod názvem Česká republika a Slovenská republika (angl. Czech & Slovak Republics). Mezinárodní tenisová federace pojímá Českou republiku jako nástupnický stát po ČSFR a ve statistikách jí připisuje výsledky od roku 1963.
Posledním utkáním družstva bylo čtvrtfinále Světové skupiny 1992, v němž ČSFR prohrála s Austrálií 1:2.

## Složení týmu
| Rok  | Členky týmu      | Členky týmu         | Členky týmu        | Členky týmu       |
| 1963 | Věra Suková      | Markéta Prochová    | —                  | —                 |
| 1964 | Jitka Volavková  | Vlasta Vopičková    | —                  | —                 |
| 1966 | Vlasta Vopičková | Jitka Volavková     | —                  | —                 |
| 1968 | Vlasta Vopičková | Jitka Volavková     | —                  | —                 |
| 1969 | Alena Palmeová   | Vlasta Vopičková    | —                  | —                 |
| 1970 | Alena Palmeová   | Vlasta Vopičková    | —                  | —                 |
| 1975 | Renáta Tomanová  | Martina Navrátilová | Miroslava Bendlová | —                 |
| 1978 | Regina Maršíková | Hana Mandlíková     | Renáta Tomanová    | Hana Strachoňová  |
| 1979 | Regina Maršíková | Hana Mandlíková     | Renáta Tomanová    | —                 |
| 1980 | Hana Mandlíková  | Renáta Tomanová     | Iva Budařová       | Yvona Brzáková    |
| 1981 | Hana Mandlíková  | Renáta Tomanová     | Helena Suková      | Kateřina Skronská |
| 1982 | Hana Mandlíková  | Helena Suková       | Iva Budařová       | —                 |
| 1983 | Hana Mandlíková  | Helena Suková       | Iva Budařová       | Marcela Skuherská |
| 1984 | Hana Mandlíková  | Helena Suková       | Iva Budařová       | Marcela Skuherská |
| 1985 | Regina Maršíková | Hana Mandlíková     | Helena Suková      | Andrea Holíková   |
| 1986 | Regina Maršíková | Hana Mandlíková     | Helena Suková      | Andrea Holíková   |
| 1987 | Jana Novotná     | Hana Mandlíková     | Helena Suková      | Regina Rajchrtová |
| 1988 | Jana Novotná     | Jana Pospíšilová    | Radka Zrubáková    | Helena Suková     |
| 1989 | Jana Novotná     | Jana Pospíšilová    | Regina Rajchrtová  | Helena Suková     |
| 1990 | Jana Novotná     | Regina Rajchrtová   | Eva Švíglerová     | —                 |
| 1991 | Jana Novotná     | Regina Rajchrtová   | Radka Zrubáková    | Eva Švíglerová    |
| 1992 | Jana Novotná     | Radka Zrubáková     | Andrea Strnadová   | Helena Suková     |

## Přehled finále: 6 (5–1)
| Výsledek  | Č. | Datum a místo konání                                                                    | Československo                                                 | Soupeřky                                                           | Skóre | Zdroj |
| --------- | -- | --------------------------------------------------------------------------------------- | -------------------------------------------------------------- | ------------------------------------------------------------------ | ----- | ----- |
| Vítěz     | 1. | Pohár federace 1975 11. května 1975 Aix-en-Provence, Francie antuka, Aixoise C.C.       | Renáta Tomanová Martina Navrátilová Miroslava Bendlová         | Austrálie                                                          | 3–0   | [ 1 ] |
| Vítěz     | 1. | Pohár federace 1975 11. května 1975 Aix-en-Provence, Francie antuka, Aixoise C.C.       | Renáta Tomanová Martina Navrátilová Miroslava Bendlová         | Dianne Fromholtzová Evonne Goolagongová Helen Gourlayová           | 3–0   | [ 1 ] |
| Vítěz     | 2. | Pohár federace 1983 24. července 1983 Curych, Švýcarsko antuka, Albisguetli TC          | Helena Suková Iva Budařová Marcela Skuherská Hana Mandlíková   | Západní Německo                                                    | 2–1   | [ 2 ] |
| Vítěz     | 2. | Pohár federace 1983 24. července 1983 Curych, Švýcarsko antuka, Albisguetli TC          | Helena Suková Iva Budařová Marcela Skuherská Hana Mandlíková   | Claudia Kohde-Kilschová Eva Pfaffová Bettina Bungeová              | 2–1   | [ 2 ] |
| Vítěz     | 3. | Pohár federace 1984 22. července 1984 São Paulo, Brazílie antuka, Pinheiros Sports Club | Hana Mandlíková Helena Suková Marcela Skuherská Iva Budařová   | Austrálie                                                          | 2–1   | [ 3 ] |
| Vítěz     | 3. | Pohár federace 1984 22. července 1984 São Paulo, Brazílie antuka, Pinheiros Sports Club | Hana Mandlíková Helena Suková Marcela Skuherská Iva Budařová   | Anne Minterová Elizabeth Smylieová Wendy Turnbullová               | 2–1   | [ 3 ] |
| Vítěz     | 4. | Pohár federace 1985 14. října 1985 Nagoja, Japonsko tvrdý, Green TC                     | Hana Mandlíková Helena Suková Regina Maršíková Andrea Holíková | Spojené státy                                                      | 2–1   | [ 4 ] |
| Vítěz     | 4. | Pohár federace 1985 14. října 1985 Nagoja, Japonsko tvrdý, Green TC                     | Hana Mandlíková Helena Suková Regina Maršíková Andrea Holíková | Elise Burginová Kathy Jordanová Sharon Walshová                    | 2–1   | [ 4 ] |
| Finalista | 1. | Pohár federace 1986 27. července 1986 Praha, Československo antuka, Štvanice            | Helena Suková Hana Mandlíková                                  | Spojené státy                                                      | 0–3   | [ 5 ] |
| Finalista | 1. | Pohár federace 1986 27. července 1986 Praha, Československo antuka, Štvanice            | Helena Suková Hana Mandlíková                                  | Chris Evertová Martina Navrátilová Pam Shriverová Zina Garrisonová | 0–3   | [ 5 ] |
| Vítěz     | 5. | Pohár federace 1988 11. prosince 1988 Melbourne, Austrálie tvrdý, Flinders Park         | Helena Suková Jana Novotná Jana Pospíšilová Radka Zrubáková    | Sovětský svaz                                                      | 2–1   | [ 6 ] |
| Vítěz     | 5. | Pohár federace 1988 11. prosince 1988 Melbourne, Austrálie tvrdý, Flinders Park         | Helena Suková Jana Novotná Jana Pospíšilová Radka Zrubáková    | Larisa Savčenková Nataša Zverevová                                 | 2–1   | [ 6 ] |